# Wirtschaftsverkehr
Der Wirtschaftsverkehr umfasst im Verkehrswesen im weiteren Sinne die gewerblich oder beruflich durchgeführte Ortsveränderung von Personen, Gütern oder Tieren. 

## Allgemeines
Der Begriffsinhalt von Wirtschaftsverkehr ist sehr uneinheitlich und wird kontrovers diskutiert. Im weiteren Sinne werden unter Wirtschaftsverkehr alle Beförderungen von Gütern und Personen verstanden, die bei der Durchführung erwerbswirtschaftlicher oder beruflicher Tätigkeiten vollzogen werden. Eine andere Definition sieht Wirtschaftsverkehr als den Verkehr an, der im Rahmen der Berufsausübung entsteht. Nach der Forschungsgesellschaft für Straßen- und Verkehrswesen setzt sich der Wirtschaftsverkehr aus dem Geschäftsverkehr (beruflich motivierter Verkehr während der Arbeitszeit), dem Güterverkehr (gewerbliche Güterbeförderung für Andere) und dem Werkverkehr (eigene gewerbliche Güterbeförderung) zusammen. Wirtschaftsverkehr wird auch als Summe von Frachtverkehr und Dienstleistungsverkehr verstanden.
Der Personenwirtschaftsverkehr ist ein Wegezweck im Personenverkehr, der alle beruflichen Wege während der Arbeitszeit umfasst. Gelegentlich wird auch der Arbeitsweg (Berufsverkehr) dazugerechnet. Beispiele für Personenwirtschaftsverkehr sind etwa Fahrten von Handwerksbetrieben, von Vertriebs- oder Pflegepersonal. Gewerblicher Personenverkehr, also beispielsweise öffentlicher Verkehr oder Taxiverkehr, wird im Gegensatz dazu als Personenbeförderungsverkehr bezeichnet. Da Personen und Güter häufig gleichzeitig befördert werden, ist eine genaue Trennung des Wirtschaftsverkehrs oft nicht möglich.
Durch die zunehmende Tertiärisierung, also die wachsende Bedeutung und Differenzierung der Dienstleistungen, sowie die stärkere Spezialisierung und räumliche Arbeitsteilung der Produktion wird der Wirtschaftsverkehr immer wichtiger.
Eine Ortsveränderung erfolgt durch den Personen-, Güter- und Tiertransport, soweit er erwerbswirtschaftlichen oder beruflichen Zwecken dient. Hierunter fallen auch Baustellenverkehr, Berufspendler, Dienstreisen, Kundendienste oder Versandhandel.
Im engeren Sinne handelt es sich um Güterverkehr (auch Entsorgungslogistik, Paketdienste, Speditionen oder Werkverkehr), Personenverkehr oder Serviceverkehre.

## Arten
Zum Wirtschaftsverkehr gehören die Fahrtzwecke Ausbildungsverkehr (Schulfahrt, Schülerverkehr), Berufsverkehr, Geschäfts-, Dienstreiseverkehr, Einkaufsverkehr und Werksverkehr. Der für den Wirtschaftsverkehr unerlässliche Transport wird ausgelöst, wenn Transportgut sich nicht an dem Ort befindet, an welchem es gebraucht oder verbraucht wird.

## Wirtschaftsverkehrsteuer
Einige Teilbereiche des Wirtschaftsverkehrs unterlagen oder unterliegen einer Wirtschaftsverkehrsteuer. Insbesondere in der Finanzwirtschaft werden international Kapitalverkehrsteuern (wie Börsenumsatzsteuer, Stempelsteuer) erhoben, in Deutschland dagegen seit Dezember 1991 nicht mehr.

## Abgrenzung
Der Begriff des Wirtschaftsverkehrs soll diesen von anderen, nicht gewerblich/beruflich bedingten Fahrtzwecken wie dem Freizeitverkehr abgrenzen. Der Wirtschaftsverkehr mit dem Ausland wird Außenwirtschaftsverkehr genannt. Das Außenwirtschaftsgesetz (AWG) erhebt den Wirtschaftsverkehr zum Rechtsbegriff. Nach § 1 Abs. 1 AWG ist der Güter-, Dienstleistungs-, Kapital-, Zahlungs- und sonstige Wirtschaftsverkehr mit dem Ausland sowie der Verkehr mit Auslandswerten und Gold zwischen Inländern grundsätzlich frei (Freihandel). Er unterliegt lediglich den Einschränkungen, die das AWG enthält oder die durch Rechtsverordnung auf Grund dieses Gesetzes vorgeschrieben werden.